# Китай на летних Олимпийских играх 2024
Китай на летних Олимпийских играх 2024 года в Париже был представлен 388 участниками в 33 видах спорта. Китайцы выступали во всех видах спорта, кроме футбола и гандбола.
Сборная Китая завоевала 91 медаль (40 золотых, 27 серебряных и 24 бронзовые). Столько же золотых медалей у сборной США, которая обошла Китай в неофициальном медальном зачёте благодаря бо́льшему количеству серебряных наград. Таким образом, Китай в четвертый раз в истории занял второе место в медальном зачете. Для Китая это была самая успешная в истории Олимпиада по количеству золотых наград после домашних Игр 2008 года в Пекине (48 золотых). Китай стал третьей в истории страной (после США и СССР), которая завоевала наибольшее число золотых медалей на летних Олимпийских играх, проходивших за её пределами.
Сборная Китая впервые в истории выиграла все разыгранные золотые медали в прыжках в воду (8 из 8). Также китайцы выиграли все 5 золотых медалей в настольном теннисе. 5 из 10 разыгранных золотых медалей китайцы завоевали в тяжёлой атлетике (при этом Китай представляли всего 6 тяжелоатлетов), в стрельбе китайцы выиграли 5 из 15 золотых медалей. В тяжёлой атлетике Китай обошёл по общему количеству золотых олимпийских медалей сборную СССР и вышел на первое место в истории Олимпиады. В синхронном плавании китайские спортсмены завоевали 2 из 2 разыгранных золотых медалей.
Сразу 10 китайских спортсменов выиграли на Играх в Париже по 2 золотые медали. По общему количеству медалей лучшей среди всех спортсменов, а не только китайских, стала пловчиха Чжан Юйфэй (1 серебряная и 5 бронзовых медалей).
Ма Лун, победив в командном первенстве, стал первым в истории китайцем и первым игроком в настольный теннис, завоевавшим за карьеру 6 золотых олимпийских медалей.

## Награды
| Медаль | Спортсмен(-ы)           | Вид спорта        | Дисциплина                                         | Дата    |
| ------ | ----------------------- | ----------------- | -------------------------------------------------- | ------- |
| Золото | Хуан Юйтин Шэн Лихао    | Стрельба          | смешанные пары, пневматическая винтовка, 10 м      | 27 июля |
| Золото | Чэнь Ивэнь Чан Яни      | Прыжки в воду     | женщины, синхронные прыжки с 3-метрового трамплина | 27 июля |
| Золото | Се Юй                   | Стрельба          | мужчины, пневматический пистолет, 10 м             | 28 июля |
| Золото | Ян Хао Лянь Цзюньцзе    | Прыжки в воду     | мужчины, синхронные прыжки с 10-метровой вышки     | 29 июля |
| Золото | Шэн Лихао               | Стрельба          | мужчины, пневматическая винтовка, 10 м             | 29 июля |
| Золото | Ван Чуцинь Сунь Инша    | Настольный теннис | смешанный парный разряд                            | 30 июля |
| Золото | Чэнь Юйси Цюань Хунчань | Прыжки в воду     | женщины, синхронные прыжки с 10-метровой вышки     | 31 июля |

## Квалификация
| № п/п | Вид спорта                  | Мужчины        | Мужчины                | Женщины        | Женщины                | Всего          | Всего                  |
| № п/п | Вид спорта                  | Завоевано квот | Количество спортсменов | Завоевано квот | Количество спортсменов | Завоевано квот | Количество спортсменов |
| ----- | --------------------------- | -------------- | ---------------------- | -------------- | ---------------------- | -------------- | ---------------------- |
| 1     | Академическая гребля        | 1              | 2                      | 4              | 12                     | 5              | 14                     |
| 2     | Бадминтон                   | 4              | 8                      | 4              | 8                      | 10             | 16                     |
| 3     | Баскетбол                   |                |                        | 1              | 12                     | 1              | 12                     |
| 4     | Баскетбол 3×3               | 1              | 4                      | 1              | 4                      | 2              | 8                      |
| 5     | Бокс                        | 2              | 2                      | 5              | 5                      | 7              | 7                      |
| 6     | Борьба                      | 6              | 6                      | 5              | 5                      | 11             | 11                     |
| 7     | Брейкинг                    |                |                        | 1              | 1                      | 1              | 1                      |
| 8     | Велоспорт                   | 7              | 5                      | 11             | 8                      | 18             | 13                     |
| 9     | Водное поло                 |                |                        | 1              | 12                     | 1              | 12                     |
| 10    | Спортивная гимнастика       | 1              | 5                      | 1              | 5                      | 2              | 10                     |
| 11    | Художественная гимнастика   |                |                        | 2              | 6                      | 2              | 6                      |
| 12    | Гребля на байдарках и каноэ | 4              | 7                      | 6              | 10                     | 10             | 17                     |
| 13    | Конный спорт                |                |                        |                |                        | 2              | 2                      |
| 14    | Лёгкая атлетика             | 9              | 14                     | 14             | 16                     | 25             | 30                     |
| 15    | Настольный теннис           | 3              | 3                      | 3              | 3                      | 7              | 6                      |
| 16    | Парусный спорт              | 3              | 6                      | 4              | 7                      | 9              | 13                     |
| 17    | Плавание                    | 25             | 22                     | 29             | 27                     | 55             | 49                     |
| 18    | Прыжки в воду               | 6              | 8                      | 6              | 8                      | 12             | 16                     |
| 19    | Прыжки на батуте            | 2              | 2                      | 2              | 2                      | 4              | 4                      |
| 20    | Сёрфинг                     |                |                        | 1              | 1                      | 1              | 1                      |
| 21    | Синхронное плавание         |                |                        | 2              | 8                      | 2              | 8                      |
| 22    | Современное пятиборье       | 1              | 1                      | 1              | 1                      | 2              | 2                      |
| 23    | Спортивное скалолазание     | 1              | 1                      | 2              | 2                      | 3              | 3                      |
| 24    | Стрельба                    | 10             | 9                      | 11             | 11                     | 22             | 20                     |
| 25    | Стрельба из лука            | 1              | 1                      | 1              | 1                      | 2              | 2                      |
| 26    | Теннис                      | 1              | 1                      | 1              | 1                      | 2              | 2                      |
| 27    | Триатлон                    |                |                        | 1              | 1                      | 1              | 1                      |
| 28    | Тхэквондо                   | 2              | 2                      | 4              | 4                      | 6              | 6                      |
| 29    | Тяжёлая атлетика            | 3              | 3                      | 3              | 3                      | 6              | 6                      |
| 30    | Фехтование                  | 6              | 5                      | 9              | 7                      | 15             | 12                     |
| 31    | Хоккей на траве             |                |                        | 1              | 16                     | 1              | 16                     |
|       | ИТОГО                       | 99             | 117                    | 137            | 207                    | 247            | 326                    |

## Состав команды
Академическая гребля
1. Квота1
2. Квота2
3. Квота3
4. Квота4
5. Квота5
6. Квота6
7. Квота7
8. Квота8
9. Квота9
10. Квота10
11. Квота11
12. Квота12
13. Квота13
14. Квота14

 Бадминтон
1. Ши Юйци
2. Ли Шифэн
3. Лян Вэйкэн
4. Ван Чан
5. Ли Юйчэнь
6. Оу Сюаньи
7. Чжен Сивей
8. Фэн Яньчже
9. Чень Юфей
10. Хэ Бинцзяо
11. Чень Циньчэнь
12. Цзя Инфань
13. Лю Шэншу
14. Тань Нин
15. Хуан Яцюн
16. Хуан Дунпин

 Баскетбол
1. Квота1
2. Квота2
3. Квота3
4. Квота4
5. Квота5
6. Квота6
7. Квота7
8. Квота8
9. Квота9
10. Квота10
11. Квота11
12. Квота12

 Баскетбол 3×3
1. Квота1
2. Квота2
3. Квота3
4. Квота4
5. Квота5
6. Квота6
7. Квота7
8. Квота8

 Бокс
1. Тохтарбек Танатхан
2. Хань Сюэчжэнь
3. Ву Ю[англ.]
4. Чан Юань[англ.]
5. Ян Вэньлу[англ.]
6. Ян Лю
7. Ли Цянь

 Борьба
Вольная борьба
1. Цзоу Ванхао
2. Хабила Авусайиман
3. Дэн Чживэй
4. Фэн Цзыци
5. Пан Цяньюй
6. Хун Кэсинь
7. Чжоу Фэн
8. Ван Цзюань

Греко-римская борьба
1. Цао Лиго
2. Цянь Хайтао
3. Мэн Линчжэ

 Брейкинг
1. Лю Цинъи

Велоспорт
 Шоссейный велоспорт
1. Квота1
2. Квота1
3. Квота2

 Трековый велоспорт
1. Квота1 (спринт)
2. Квота2 (спринт)
3. Квота3 (спринт)
4. Квота1 (спринт)
5. Квота2 (спринт)
6. Квота3 (спринт)
7. Квота4 (омниум)

 Маунтинбайк
1. Квота1
2. Квота2

 BMX-фристайл
1. Квота1

 Водное поло
1. Квота1
2. Квота2
3. Квота3
4. Квота4
5. Квота5
6. Квота6
7. Квота7
8. Квота8
9. Квота9
10. Квота10
11. Квота11
12. Квота12

Гимнастика
 Спортивная гимнастика
1. Квота1
2. Квота2
3. Квота3
4. Квота4
5. Квота5
6. Квота6
7. Квота7
8. Квота8
9. Квота9
10. Квота10

 Художественная гимнастика
1. Квота1
2. Квота2
3. Квота3
4. Квота4
5. Квота5
6. Квота6

Гребля на байдарках и каноэ
 Гребля на гладкой воде
1. Квота1
2. Квота2
3. Квота3
4. Квота4
5. Квота5
6. Квота6
7. Квота1
8. Квота2
9. Квота3
10. Квота4
11. Квота5
12. Квота6
13. Квота7
14. Квота8
15. Квота9

 Гребной слалом
1. Квота1
2. Квота2

 Конный спорт
1. Квота1
2. Квота2

 Лёгкая атлетика
1. Квота1 (200 м)
2. Квота2 (марафон)
3. Квота3 (марафон)
4. Квота4 (марафон)
5. Квота5 (ходьба)
6. Квота6 (ходьба)
7. Квота7 (ходьба)
8. Ван Цзянань
9. Квота9
10. Квота10
11. Квота11
12. Квота12
13. Квота13
14. Квота14
15. У Яньни
16. Линь Юйвэй
17. Мо Цзяде[англ.]
18. Квота4 (марафон)
19. Квота5 (марафон)
20. Квота6 (марафон)
21. Квота7 (ходьба)
22. Квота8 (ходьба)
23. Квота9 (ходьба)
24. Гун Лицзяо
25. Сун Цзяюань
26. Фэн Бинь
27. Ван Чжэн
28. Чжао Цзе
29. Квота15
30. Квота16

 Настольный теннис
1. Ван Чуцинь[англ.]
2. Фань Чжэньдун
3. Ма Лун
4. Сунь Инша
5. Чэнь Мэн
6. Ван Маньюй

 Парусный спорт
1. Квота1
2. Квота2
3. Квота3
4. Квота4
5. Квота5
6. Квота6
7. Квота7
8. Квота8
9. Квота9
10. Квота10
11. Квота11
12. Квота12
13. Квота13

 Плавание
1. Пань Чжаньлэ
2. Хаоюй Ван[англ.]
3. Цзи Синьцзе[англ.]
4. Чжан Чжаньшо[англ.]
5. Фэй Ливэй[англ.]
6. Сюй Цзяюй
7. Цинь Хайян
8. Сунь Цзяцзюнь[англ.]
9. Дун Чжихао
10. Ван Чанхао[англ.]
11. Ню Гуаншэн[англ.]
12. Ван Шунь
13. Квота13
14. Квота14
15. Квота15
16. Квота16
17. Квота17
18. Квота18
19. Квота19
20. Квота20
21. Квота21
22. Квота22
23. У Цинфэн[англ.]
24. Чжан Юйфэй
25. Ян Цзюньсюань
26. Ли Бинцзе[англ.]
27. Лю Ясинь[англ.]
28. Гао Вэйчжун[англ.]
29. Вань Лэтянь[англ.]
30. Ван Сюээр[англ.]
31. Лю Ясинь
32. Пен Сюйвэй
33. Тан Цяньтин
34. Ян Чан[англ.]
35. Е Шивэнь
36. Юй Итин[англ.]
37. Чэнь Луин[англ.]
38. Квота16
39. Квота17
40. Квота18
41. Квота19
42. Квота20
43. Квота21
44. Квота22
45. Квота23
46. Квота24
47. Квота25
48. Квота26
49. Синь Синь

 Прыжки в воду
1. Квота1
2. Квота2
3. Квота3
4. Квота4
5. Квота5
6. Квота6
7. Квота7
8. Квота8
9. Квота9
10. Квота10
11. Квота11
12. Квота12
13. Квота13
14. Квота14
15. Квота15
16. Квота16

 Прыжки на батуте
1. Квота1
2. Квота2
3. Квота3
4. Квота4

 Сёрфинг
1. Ян Сыци[англ.]

 Синхронное плавание
1. Квота1
2. Квота2
3. Квота3
4. Квота4
5. Квота5
6. Квота6
7. Квота7
8. Квота8

 Современное пятиборье
1. Ли Шухуань
2. Чжан Минюй

 Спортивное скалолазание
1. Лун Цзиньбао[англ.]
2. Чжан Юэтун[англ.]
3. Дэн Лицзюань[англ.]

 Стрельба
1. Лю Юйкунь[англ.]
2. Ду Линьшу[англ.]
3. Шен Лихао[англ.]
4. Ван Синьцзе[англ.]
5. Ли Юэхун
6. Се Юй[англ.]
7. Чжан Бовэнь
8. Ци Ин
9. Го Юйхао[англ.]
10. Хань Цзяюй[англ.]
11. Чжан Цюнюэ[англ.]
12. Хуан Юйтин
13. Чжао Нань[англ.]
14. Лян Сяоя[англ.]
15. Ли Сюэ[англ.]
16. Цзян Раньсинь
17. У Цуйцуй[англ.]
18. Чжан Синьцю
19. Вэй Мэн
20. Гао Цзиньмэй[англ.]

 Стрельба из лука
1. Квота1
2. Квота2

 Теннис
1. Чжан Чжичжэнь
2. Чжэн Циньвэнь

 Триатлон
1. Квота1

 Тхэквондо
1. Лян Юйшуай
2. Сун Чжаосян[англ.]
3. Го Цин[англ.]
4. Ло Цзунши
5. Чжан Мэни
6. Сяо Шунань[англ.]

 Тяжёлая атлетика
1. Ли Фабинь
2. Ши Чжиюн
3. Лю Хуаньхуа
4. Хоу Чжихуэй
5. Ло Шифан
6. Ли Вэньвэнь

 Фехтование
1. Ван Цзыцзе[англ.]
2. Квота2 Рапира
3. Квота3 Рапира
4. Квота4 Рапира
5. Шэнь Чэньпэн[англ.]
6. Квота1 Шпага
7. Квота2  Шпага
8. Квота3 Шпага
9. Квота4 Рапира
10. Квота5 Рапира
11. Квота6 Рапира
12. Ян Хэнюй[англ.]

 Хоккей на траве
1. Квота1
2. Квота2
3. Квота3
4. Квота4
5. Квота5
6. Квота6
7. Квота7
8. Квота8
9. Квота9
10. Квота10
11. Квота11
12. Квота12
13. Квота13
14. Квота14
15. Квота15
16. Квота16

## Академическая гребля
Китай завоевал пять квот на участие в соревнованиях по академической гребле на Чемпионате мира по академической гребле 2023 года в Белграде, Сербия.
Мужчины
| Спортсмен | Дисциплина    | Заезд | Заезд | Утеш. заезд | Утеш. заезд | Полуфиналы | Полуфиналы | Финалы | Финалы |
| Спортсмен | Дисциплина    | Время | Место | Время       | Место       | Время      | Место      | Время  | Место  |
| --------- | ------------- | ----- | ----- | ----------- | ----------- | ---------- | ---------- | ------ | ------ |
|           | Двойки парные |       |       |             |             |            |            |        |        |

Женщины
| Спортсмен | Дисциплина               | Заезд | Заезд | Утеш. заезд | Утеш. заезд | Полуфиналы | Полуфиналы | Финалы | Финалы |
| Спортсмен | Дисциплина               | Время | Место | Время       | Место       | Время      | Место      | Время  | Место  |
| --------- | ------------------------ | ----- | ----- | ----------- | ----------- | ---------- | ---------- | ------ | ------ |
|           | Двойки парные            |       |       |             |             |            |            |        |        |
|           | Двойки парные, легковесы |       |       |             |             |            |            |        |        |
|           | Четвёрки распашные       |       |       |             |             |            |            |        |        |
|           | Четвёрки парные          |       |       |             |             |            |            |        |        |

Легенда: FA=Финал А (медали); FB=Финал В; FC=Финал С; FD=Финал D; FE=Финал E; FF=Финал F; SA/B=Полуфиналы A/B; SC/D=Полуфиналы C/D; SE/F=Полуфиналы E/F; QF=Четвертьфиналы; R=Утешительные заезды

## Бадминтон
Китай завоевал максимально возможное количество квот на участие в олимпийском турнире по бадминтону в соответствии с Олимпийским рейтингом BWF.
Мужчины
| Спортсмен           | Категория | Группы        | Группы        | Группы        | Группы | Выбывание     | Четвертьфиналы | Полуфиналы    | Финал / За 3 место | Финал / За 3 место |
| Спортсмен           | Категория | Соперник Счет | Соперник Счет | Соперник Счет | Место  | Соперник Счет | Соперник Счет  | Соперник Счет | Соперник Счет      | Место              |
| ------------------- | --------- | ------------- | ------------- | ------------- | ------ | ------------- | -------------- | ------------- | ------------------ | ------------------ |
| Ши Юйци             | Одиночный |               |               |               |        |               |                |               |                    |                    |
| Ли Шифэн            | Одиночный |               |               |               |        |               |                |               |                    |                    |
| Лян Вэйкэн Ван Чан  | Пары      |               |               |               |        | —             |                |               |                    |                    |
| Ли Юйчэнь Оу Сюаньи | Пары      |               |               |               |        | —             |                |               |                    |                    |

Женщины
| Спортсмен                | Категория | Группы        | Группы        | Группы        | Группы | Выбывание     | Четвертьфиналы | Полуфиналы    | Финал / За 3 место | Финал / За 3 место |
| Спортсмен                | Категория | Соперник Счет | Соперник Счет | Соперник Счет | Место  | Соперник Счет | Соперник Счет  | Соперник Счет | Соперник Счет      | Место              |
| ------------------------ | --------- | ------------- | ------------- | ------------- | ------ | ------------- | -------------- | ------------- | ------------------ | ------------------ |
| Чень Юфей                | Одиночный |               |               |               |        |               |                |               |                    |                    |
| Хэ Бинцзяо               | Одиночный |               |               |               |        |               |                |               |                    |                    |
| Чень Циньчэнь Цзя Инфань | Пары      |               |               |               |        | —             |                |               |                    |                    |
| Лю Шэншу Тань Нин        | Пары      |               |               |               |        | —             |                |               |                    |                    |

Микст
| Спортсмен              | Категория | Группы        | Группы        | Группы        | Группы | Четвертьфиналы | Полуфиналы    | Финал / За 3 место | Финал / За 3 место |
| Спортсмен              | Категория | Соперник Счет | Соперник Счет | Соперник Счет | Место  | Соперник Счет  | Соперник Счет | Соперник Счет      | Место              |
| ---------------------- | --------- | ------------- | ------------- | ------------- | ------ | -------------- | ------------- | ------------------ | ------------------ |
| Чжен Сивей Хуан Яцюн   | Микст     |               |               |               |        |                |               |                    |                    |
| Фэн Яньчже Хуан Дунпин | Микст     |               |               |               |        |                |               |                    |                    |

## Баскетбол
Женская баскетбольная команда Китая завоевала право участвовать в олимпийском турнире, заняв второе место на отборочном турнире в Сиане, Китай.
| Команда | Соревнование   | Групповая стадия | Групповая стадия | Групповая стадия | Групповая стадия | Четвертьфиналы | Полуфиналы    | Финал / Матч за 3 место | Финал / Матч за 3 место |
| Команда | Соревнование   | Соперник Счёт    | Соперник Счёт    | Соперник Счёт    | Место            | Соперник Счёт  | Соперник Счёт | Соперник Счёт           | Место                   |
| ------- | -------------- | ---------------- | ---------------- | ---------------- | ---------------- | -------------- | ------------- | ----------------------- | ----------------------- |
| Китай   | Женский турнир | Испания          | Сербия           | Пуэрто-Рико      |                  |                |               |                         |                         |

### Женский турнир
Состав команды
- Команда из 12 игроков

## Баскетбол 3×3
Мужская и женская сборные Китая завоевали право выступить в олимпийском турнире, заняв места в первой тройке рейтинга FIBA.
| Команда | Соревнование   | Групповая стадия | Групповая стадия | Групповая стадия | Групповая стадия | Групповая стадия | Групповая стадия | Групповая стадия | Групповая стадия | Четвертьфиналы | Полуфиналы    | Финал / Матч за 3 место | Финал / Матч за 3 место |
| Команда | Соревнование   | Соперник Счёт    | Соперник Счёт    | Соперник Счёт    | Соперник Счёт    | Соперник Счёт    | Соперник Счёт    | Соперник Счёт    | Место            | Соперник Счёт  | Соперник Счёт | Соперник Счёт           | Место                   |
| ------- | -------------- | ---------------- | ---------------- | ---------------- | ---------------- | ---------------- | ---------------- | ---------------- | ---------------- | -------------- | ------------- | ----------------------- | ----------------------- |
| Китай   | Мужской турнир |                  |                  |                  |                  |                  |                  |                  |                  |                |               |                         |                         |
| Китай   | Женщины турнир |                  |                  |                  |                  |                  |                  |                  |                  |                |               |                         |                         |

#### Мужской турнир
Состав команды
- Команда из 4 игроков

#### Женский турнир
Состав команды
- Команда из 4 игроков

## Бокс
Китай завоевал семь мест в турнир по боксу на Азиатских играх 2022 года в Ханчжоу, Китай.
| Спортсмен          | Категория        | 1 раунд            | 1/8 финала         | Четвертьфиналы     | Полуфиналы         | Финал              | Финал |
| Спортсмен          | Категория        | Соперник Результат | Соперник Результат | Соперник Результат | Соперник Результат | Соперник Результат | Место |
| ------------------ | ---------------- | ------------------ | ------------------ | ------------------ | ------------------ | ------------------ | ----- |
| Тохтарбек Танатхан | Мужчины 80 кг    | 0                  |                    |                    |                    |                    |       |
| Хань Сюэчжэнь      | Мужчины 92 кг    | 0                  |                    |                    |                    |                    |       |
| Ву Ю               | Женщины до 50 кг | 0                  |                    |                    |                    |                    |       |
| Чан Юань           | Женщины до 54 кг | 0                  |                    |                    |                    |                    |       |
| Ян Вэньлу          | Женщины до 60 кг | 0                  |                    |                    |                    |                    |       |
| Ян Лю              | Женщины до 66 кг | 0                  |                    |                    |                    |                    |       |
| Ли Цянь            | Женщины до 75 кг | 0                  |                    |                    |                    |                    |       |

## Борьба
Китай завоевал два места в в греко-римской борьбе и одно место в женской вольной борьбе на Чемпионате мира по борьбе 2023 года в Белграде, Сербия, одно место в в греко-римской борьбе и три места в женской вольной борьбе на Азиатском квалификационном турнире 2024 года в Бишкеке, Турция и три места в мужской и одно в женской вольной борьбе на Мировом квалификационном турнире 2024 года в Стамбуле, Турция.
Вольная борьба
| Спортсмен         | Категория         | 1/8 финала         | Четвертьфиналы     | Полуфиналы         | Утешит. поединки   | Финал /За 3 место  | Финал /За 3 место |
| Спортсмен         | Категория         | Соперник Результат | Соперник Результат | Соперник Результат | Соперник Результат | Соперник Результат | Место             |
| ----------------- | ----------------- | ------------------ | ------------------ | ------------------ | ------------------ | ------------------ | ----------------- |
| Цзоу Ванхао       | Мужчины до 57 кг  |                    |                    |                    |                    |                    |                   |
| Хабила Авусайиман | Мужчины до 97 кг  |                    |                    |                    |                    |                    |                   |
| Дэн Чживэй        | Мужчины до 125 кг |                    |                    |                    |                    |                    |                   |
| Фэн Цзыци         | Женщины до 50 кг  |                    |                    |                    |                    |                    |                   |
| Пан Цяньюй        | Женщины до 53 кг  |                    |                    |                    |                    |                    |                   |
| Хун Кэсинь        | Женщины до 57 кг  |                    |                    |                    |                    |                    |                   |
| Чжоу Фэн          | Женщины до 68 кг  |                    |                    |                    |                    |                    |                   |
| Ван Цзюань        | Женщины до 76 кг  |                    |                    |                    |                    |                    |                   |

Греко-римская борьба
| Спортсмен   | Категория         | 1/8 финала         | Четвертьфиналы     | Полуфиналы         | Утешит. поединки   | Финал /За 3 место  | Финал /За 3 место |
| Спортсмен   | Категория         | Соперник Результат | Соперник Результат | Соперник Результат | Соперник Результат | Соперник Результат | Место             |
| ----------- | ----------------- | ------------------ | ------------------ | ------------------ | ------------------ | ------------------ | ----------------- |
| Цао Лиго    | Мужчины до 60 кг  |                    |                    |                    |                    |                    |                   |
| Цянь Хайтао | Мужчины до 87 кг  |                    |                    |                    |                    |                    |                   |
| Мэн Линчжэ  | Мужчины до 130 кг |                    |                    |                    |                    |                    |                   |

## Брейкинг
Лю Цинъи завоевала место в олимпийском турнире девушек по брейкингу, победив на Азиатских играх 2022 года в Ханчжоу, Китай.
| Спортсмен | Ник | Категория | Квалификация | Квалификация | 1/8 финала         | Четвертьфиналы     | Полуфиналы         | Финал / За 3 место | Финал / За 3 место |
| Спортсмен | Ник | Категория | Баллы        | Место        | Соперник Результат | Соперник Результат | Соперник Результат | Соперник Результат | Место              |
| --------- | --- | --------- | ------------ | ------------ | ------------------ | ------------------ | ------------------ | ------------------ | ------------------ |
| Лю Цинъи  | 671 | Би-гёрлз  |              |              | 0                  |                    |                    |                    |                    |

## Велоспорт

### Шоссейные велогонки
Китай получил по рейтингу UCI одно место в мужской и два места в женской групповых гонках на шоссе, а также по одно место в женской индивидуальной гонке с раздельным стартом.
Мужчины
| Спортсмен | Дисциплина      | Время | Место |
| --------- | --------------- | ----- | ----- |
|           | Групповая гонка |       |       |

Женщины
| Спортсмен | Дисциплина                 | Время | Место |
| --------- | -------------------------- | ----- | ----- |
|           | Групповая гонка            |       |       |
|           |                            |       |       |
|           | Гонка с раздельным стартом |       |       |

### Велотрек
Китай завоевал в соответствии с олимпийским рейтингом UCI право выставить команды из трех человек в мужских и женских спринтерских дисциплинах, а также одну участницу в женском омниуме.
Командный спринт
| Спортсмен | Дисциплина | Квалификация | Квалификация | Полуфиналы     | Полуфиналы | Финал          | Финал |
| Спортсмен | Дисциплина | Время        | Место        | Соперник Время | Место      | Соперник Время | Место |
| --------- | ---------- | ------------ | ------------ | -------------- | ---------- | -------------- | ----- |
|           | Мужчины    |              |              |                |            |                |       |
|           | Женщины    |              |              |                |            |                |       |

Легенды: FA=Финал; FB=За 3 место
Спринт
| Спортсмен | Дисциплина | Квалификация | Квалификация | Раунд 1        | Утеш. 1        | Раунд 2        | Утеш 2         | Раунд 3        | Утеш. 3        | Четвертьфиналы | Полуфиналы     | Финал / За 3 место | Финал / За 3 место |
| Спортсмен | Дисциплина | Время        | Место        | Соперник Время | Соперник Время | Соперник Время | Соперник Время | Соперник Время | Соперник Время | Соперник Время | Соперник Время | Соперник Время     | Место              |
| --------- | ---------- | ------------ | ------------ | -------------- | -------------- | -------------- | -------------- | -------------- | -------------- | -------------- | -------------- | ------------------ | ------------------ |
|           | Мужчины    |              |              |                |                |                |                |                |                |                |                |                    |                    |
|           |            |              |              |                |                |                |                |                |                |                |                |                    |                    |
|           | Женщины    |              |              |                |                |                |                |                |                |                |                |                    |                    |
|           |            |              |              |                |                |                |                |                |                |                |                |                    |                    |

Кейрин
| Спортсмен | Дисциплина | Раунд 1 | Утеш. | Четвертьфиналы | Полуфиналы | Финал |
| Спортсмен | Дисциплина | Место   | Место | Место          | Место      | Место |
| --------- | ---------- | ------- | ----- | -------------- | ---------- | ----- |
|           | Мужчины    |         |       |                |            |       |
|           |            |         |       |                |            |       |
|           | Женщины    |         |       |                |            |       |
|           |            |         |       |                |            |       |

Омниум
| Спортсмен | Дисциплина | Скрэтч | Скрэтч | Темповая гонка | Темповая гонка | Гонка с выбыванием | Гонка с выбыванием | Гонка по очкам | Гонка по очкам | Всего | Всего |
| Спортсмен | Дисциплина | Очки   | Место  | Очки           | Место          | Очки               | Место              | Очки           | Место          | Очки  | Место |
| --------- | ---------- | ------ | ------ | -------------- | -------------- | ------------------ | ------------------ | -------------- | -------------- | ----- | ----- |
|           | Женщины    |        |        |                |                |                    |                    |                |                |       |       |

### Маунтинбайк
Китай завоевал по одному месту в мужские и женские соревнования по маунтинбайку на Чемпионате Азии по маунтинбайку 2023 года в Панчкуле, Индия.
| Спортсмен | Категория | Время | Место |
| --------- | --------- | ----- | ----- |
|           | Мужчины   |       |       |
|           | Женщины   |       |       |

### BMX
Фристайл
Китай завоевал одно место в женские соревнования по BMX-фристайлу на Чемпионате мира по BMX-фристайлу 2023 года в Великобритании.
| Спортсмен | Категория | Посев | Посев | Финал | Финал |
| Спортсмен | Категория | Баллы | Место | Баллы | Место |
| --------- | --------- | ----- | ----- | ----- | ----- |
|           | Женщины   |       |       |       |       |

## Водное поло
Женская команда Китая по водному поло отобралась для участия в олимпийском турнире, победив на Азиатских играх 2022 года в Ханчжоу, Китай.
| Команда | Соревнование   | Групповая стадия | Групповая стадия | Групповая стадия | Групповая стадия | Групповая стадия | Четвертьфиналы | Полуфиналы    | Финал / За 3 место | Финал / За 3 место |
| Команда | Соревнование   | Соперник Счёт    | Соперник Счёт    | Соперник Счёт    | Соперник Счёт    | Место            | Соперник Счёт  | Соперник Счёт | Соперник Счёт      | Место              |
| ------- | -------------- | ---------------- | ---------------- | ---------------- | ---------------- | ---------------- | -------------- | ------------- | ------------------ | ------------------ |
| Китай   | Женский турнир | Австралия        | Нидерланды       | Канада           | Венгрия          |                  |                |               |                    |                    |

### Женский турнир
Состав команды
- Команда из 12 игроков

## Гимнастика спортивная
Китай завоевал максимальную квоту на участие в олимпийском турнире по спортивной гимнастике на Чемпионатах мира по спортивной гимнастике 2022 года в Ливерпуле, Великобритания для мужчин и 2023 года в Антверпене, Бельгия для женщин.

### Мужчины
| Спортсмен | Дисциплина | Квалификация                      | Квалификация                      | Квалификация                      | Квалификация                      | Квалификация                      | Квалификация                      | Квалификация                      | Квалификация                      | Финал   | Финал   | Финал   | Финал   | Финал   | Финал   | Финал | Финал |
| Спортсмен | Дисциплина | Снаряды                           | Снаряды                           | Снаряды                           | Снаряды                           | Снаряды                           | Снаряды                           | Всего                             | Место                             | Снаряды | Снаряды | Снаряды | Снаряды | Снаряды | Снаряды | Всего | Место |
| Спортсмен | Дисциплина | В                                 | КН                                | КО                                | ОП                                | ПБ                                | П                                 | Всего                             | Место                             | В       | КН      | КО      | ОП      | ПБ      | П       | Всего | Место |
| --------- | ---------- | --------------------------------- | --------------------------------- | --------------------------------- | --------------------------------- | --------------------------------- | --------------------------------- | --------------------------------- | --------------------------------- | ------- | ------- | ------- | ------- | ------- | ------- | ----- | ----- |
|           | Команды    |                                   |                                   |                                   |                                   |                                   |                                   |                                   |                                   |         |         |         |         |         |         | —     | —     |
|           | Команды    |                                   |                                   |                                   |                                   |                                   |                                   |                                   |                                   |         |         |         |         |         |         | —     | —     |
|           | Команды    |                                   |                                   |                                   |                                   |                                   |                                   |                                   |                                   |         |         |         |         |         |         | —     | —     |
|           | Команды    |                                   |                                   |                                   |                                   |                                   |                                   |                                   |                                   |         |         |         |         |         |         | —     | —     |
|           | Команды    |                                   |                                   |                                   |                                   |                                   |                                   |                                   |                                   |         |         |         |         |         |         | —     | —     |
| Всего     | Команды    |                                   |                                   |                                   |                                   |                                   |                                   |                                   |                                   |         |         |         |         |         |         |       |       |
|           | Многоборье | См. результаты командного турнира | См. результаты командного турнира | См. результаты командного турнира | См. результаты командного турнира | См. результаты командного турнира | См. результаты командного турнира | См. результаты командного турнира | См. результаты командного турнира |         |         |         |         |         |         |       |       |
|           | Многоборье | См. результаты командного турнира |                                   |                                   |                                   |                                   |                                   |                                   |                                   |         |         |         |         |         |         |       |       |

### Женщины
| Спортсмен | Дисциплина | Квалификация                      | Квалификация                      | Квалификация                      | Квалификация                      | Квалификация                      | Квалификация                      | Финал   | Финал   | Финал   | Финал   | Финал | Финал |
| Спортсмен | Дисциплина | Снаряды                           | Снаряды                           | Снаряды                           | Снаряды                           | Всего                             | Место                             | Снаряды | Снаряды | Снаряды | Снаряды | Всего | Место |
| Спортсмен | Дисциплина | ОП                                | РБ                                | Б                                 | В                                 | Всего                             | Место                             | ОП      | РБ      | Б       | В       | Всего | Место |
| --------- | ---------- | --------------------------------- | --------------------------------- | --------------------------------- | --------------------------------- | --------------------------------- | --------------------------------- | ------- | ------- | ------- | ------- | ----- | ----- |
|           | Команды    |                                   |                                   |                                   |                                   |                                   |                                   |         |         |         |         | —     | —     |
|           | Команды    |                                   |                                   |                                   |                                   |                                   |                                   |         |         |         |         | —     | —     |
|           | Команды    |                                   |                                   |                                   |                                   |                                   |                                   |         |         |         |         | —     | —     |
|           | Команды    |                                   |                                   |                                   |                                   |                                   |                                   |         |         |         |         | —     | —     |
|           | Команды    |                                   |                                   |                                   |                                   |                                   |                                   |         |         |         |         | —     | —     |
| Всего     | Команды    |                                   |                                   |                                   |                                   |                                   |                                   |         |         |         |         |       |       |
|           | Многоборье | См. результаты командного турнира | См. результаты командного турнира | См. результаты командного турнира | См. результаты командного турнира | См. результаты командного турнира | См. результаты командного турнира |         |         |         |         |       |       |
|           | Многоборье | См. результаты командного турнира |                                   |                                   |                                   |                                   |                                   |         |         |         |         |       |       |

## Гимнастика художественная
Китай получил право на участие в групповых соревнованиях и одно место на участие в личном турнире по результатам Чемпионата мира по художественной гимнастике 2023 года в Валенсии, Испания.
| Спортсменка | Дисциплина | Квалификация | Квалификация | Квалификация | Квалификация | Квалификация | Квалификация | инал  | инал | инал   | инал  | инал  | инал  |
| Спортсменка | Дисциплина | Обруч        | Мяч          | Булавы       | Лента        | Всего        | Место        | Обруч | Мяч  | Булавы | Лента | Всего | Место |
| ----------- | ---------- | ------------ | ------------ | ------------ | ------------ | ------------ | ------------ | ----- | ---- | ------ | ----- | ----- | ----- |
|             | Личное     |              |              |              |              |              |              |       |      |        |       |       |       |

| Спортсменки | Дисциплина | Квалификация | Квалификация | Квалификация | Квалификация | Финал    | Финал      | Финал | Финал |
| Спортсменки | Дисциплина | 5 предм.     | 3+2 предм.   | Всего        | Место        | 5 предм. | 3+2 предм. | Всего | Место |
| ----------- | ---------- | ------------ | ------------ | ------------ | ------------ | -------- | ---------- | ----- | ----- |
|             | Группы     |              |              |              |              |          |            |       |       |

## Гребля на байдарках и каноэ

### Гладкая вода
Китай завоевал право выставить две лодки в мужские и три в женские соревнования на гладкой воде на Чемпионате мира по гребле на байдарках и каноэ в Дуйсбурге, Германия. Еще одну лодку в женских соревнованиях Китай смог выставить по итогам Азиатской квалификационной регаты в Токио, Япония.
Мужчины
| Спортсмен | Дисциплина       | Заезды | Заезды | Четвертьфиналы | Четвертьфиналы | Полуфиналы | Полуфиналы | Финалы | Финалы |
| Спортсмен | Дисциплина       | Время  | Место  | Время          | Место          | Время      | Место      | Время  | Место  |
| --------- | ---------------- | ------ | ------ | -------------- | -------------- | ---------- | ---------- | ------ | ------ |
|           | Байдарка-4 500 м |        |        | —              | —              |            |            |        |        |
|           | Каноэ-2 500 м    |        |        |                |                |            |            |        |        |

Женщины
| Спортсмен | Дисциплина       | Заезды | Заезды | Четвертьфиналы | Четвертьфиналы | Полуфиналы | Полуфиналы | Финалы | Финалы |
| Спортсмен | Дисциплина       | Время  | Место  | Время          | Место          | Время      | Место      | Время  | Место  |
| --------- | ---------------- | ------ | ------ | -------------- | -------------- | ---------- | ---------- | ------ | ------ |
|           | Байдарка-2 500 м |        |        | —              | —              |            |            |        |        |
|           | Байдарка-4 500 м |        |        | —              | —              |            |            |        |        |
|           | Каноэ-1 200 м    |        |        |                |                |            |            |        |        |
|           | Каноэ-2 500 м    |        |        |                |                |            |            |        |        |

### Гребной слалом
Китай завоевал право выставить по одной лодке в мужских олимпийских соревнованиях по гребному слалому на байдарках на Чемпионате мира по гребному слалому в Лондоне, Великобритания и одно место в женских соревнованиях на каноэ на Азиатском квалификационном турнире в Токио, Япония, а также автоматически в кроссе на байдарках у мужчин и женщин.
Мужчины
| Спортсмен | Дисциплина | Заезды    | Заезды | Заезды    | Заезды | Заезды       | Заезды | Полуфинал | Полуфинал | Финал | Финал |
| Спортсмен | Дисциплина | 1 попытка | Место  | 2 попытка | Место  | Лучшее время | Место  | Время     | Место     | Время | Место |
| --------- | ---------- | --------- | ------ | --------- | ------ | ------------ | ------ | --------- | --------- | ----- | ----- |
|           | Байдарка-1 |           |        |           |        |              |        |           |           |       |       |

Женщины
| Спортсмен | Дисциплина | Заезды    | Заезды | Заезды    | Заезды | Заезды       | Заезды | Полуфинал | Полуфинал | Финал | Финал |
| Спортсмен | Дисциплина | 1 попытка | Место  | 2 попытка | Место  | Лучшее время | Место  | Время     | Место     | Время | Место |
| --------- | ---------- | --------- | ------ | --------- | ------ | ------------ | ------ | --------- | --------- | ----- | ----- |
|           | Каноэ-1    |           |        |           |        |              |        |           |           |       |       |

Кросс на байдарках
| Спортсмен | Категория | Квалиф. время | Место | Раунд 16-ти | Раунд 16-ти | Полуфиналы | Полуфиналы | Финал | Финал |
| Спортсмен | Категория | Квалиф. время | Место | Время       | Место       | Время      | Место      | Время | Место |
| --------- | --------- | ------------- | ----- | ----------- | ----------- | ---------- | ---------- | ----- | ----- |
|           | Мужчины   |               |       |             |             |            |            |       |       |
|           | Женщины   |               |       |             |             |            |            |       |       |

## Конный спорт
Китай получил два места в личных соревнованиях в троеборье в соответствии с олимпийским рейтингом FEI.

### Троеборье
| Спортсмен | Лошадь        | Дисциплина | Выездка | Выездка | Кросс | Кросс | Кросс | Конкур       | Конкур       | Конкур       | Конкур | Конкур | Конкур | Всего | Всего |
| Спортсмен | Лошадь        | Дисциплина | Выездка | Выездка | Кросс | Кросс | Кросс | Квалификация | Квалификация | Квалификация | Финал  | Финал  | Финал  | Всего | Всего |
| Спортсмен | Лошадь        | Дисциплина | Штраф   | Место   | Штраф | Всего | Место | Штраф        | Всего        | Место        | Штраф  | Всего  | Место  | Штраф | Место |
| --------- | ------------- | ---------- | ------- | ------- | ----- | ----- | ----- | ------------ | ------------ | ------------ | ------ | ------ | ------ | ----- | ----- |
|           | Личный турнир |            |         |         |       |       |       |              |              |              |        |        |        |       |       |
|           |               |            |         |         |       |       |       |              |              |              |        |        |        |       |       |

## Легкая атлетика
Китайские легкоатлеты выполнили нормативы для участия в Играх 2024 года, пройдя прямую квалификацию или по мировому рейтингу, в следующих соревнованиях (максимум по 3 спортсмена в каждом):
Беговые дисциплины
Мужчины
| Спортсмен | Дисциплина            | Забеги    | Забеги | Утеш. забеги | Утеш. забеги | Полуфиналы | Полуфиналы | Финал     | Финал |
| Спортсмен | Дисциплина            | Результат | Место  | Результат    | Место        | Результат  | Место      | Результат | Место |
| --------- | --------------------- | --------- | ------ | ------------ | ------------ | ---------- | ---------- | --------- | ----- |
|           | 200 м                 |           |        |              |              |            |            |           |       |
|           | Марафон               | —         | —      | —            | —            | —          | —          |           |       |
|           | Марафон               | —         |        |              |              |            |            |           |       |
|           | Марафон               | —         |        |              |              |            |            |           |       |
|           | Ходьба 20 км          | —         | —      | —            | —            | —          | —          |           |       |
|           | Ходьба 20 км          | —         |        |              |              |            |            |           |       |
|           | Ходьба 20 км          | —         |        |              |              |            |            |           |       |
|           | Эстафета 4×100 метров |           |        | —            | —            | —          | —          |           |       |

Женщины
| Спортсмен  | Дисциплина   | Забеги    | Забеги | Утеш. забеги | Утеш. забеги | Полуфиналы | Полуфиналы | Финал     | Финал |
| Спортсмен  | Дисциплина   | Результат | Место  | Результат    | Место        | Результат  | Место      | Результат | Место |
| ---------- | ------------ | --------- | ------ | ------------ | ------------ | ---------- | ---------- | --------- | ----- |
| У Яньни    | 100 м с/б    |           |        |              |              |            |            |           |       |
| Линь Юйвэй | 100 м с/б    |           |        |              |              |            |            |           |       |
| Мо Цзяде   | 400 м с/б    |           |        |              |              |            |            |           |       |
|            | Марафон      | —         | —      | —            | —            | —          | —          |           |       |
|            | Марафон      | —         |        |              |              |            |            |           |       |
|            | Марафон      | —         |        |              |              |            |            |           |       |
|            | Ходьба 20 км | —         | —      | —            | —            | —          | —          |           |       |
|            | Ходьба 20 км | —         |        |              |              |            |            |           |       |
|            | Ходьба 20 км | —         |        |              |              |            |            |           |       |

Микст
| Спортсмен | Дисциплина      | Забеги    | Забеги | Финал     | Финал |
| Спортсмен | Дисциплина      | Результат | Место  | Результат | Место |
| --------- | --------------- | --------- | ------ | --------- | ----- |
|           | Ходьба эстафета | —         | —      |           |       |
|           | Ходьба эстафета | —         | —      |           |       |

Технические дисциплины
Мужчины
| Спортсмен   | Дисциплина     | Полуфиналы | Полуфиналы | Финал     | Финал |
| Спортсмен   | Дисциплина     | Результат  | Место      | Результат | Место |
| ----------- | -------------- | ---------- | ---------- | --------- | ----- |
| Ван Цзянань | Прыжки в длину |            |            |           |       |

Женщины
| Спортсмен   | Дисциплина     | Полуфиналы | Полуфиналы | Финал     | Финал |
| Спортсмен   | Дисциплина     | Результат  | Место      | Результат | Место |
| ----------- | -------------- | ---------- | ---------- | --------- | ----- |
| Гун Лицзяо  | Толкание ядра  |            |            |           |       |
| Сун Цзяюань | Толкание ядра  |            |            |           |       |
| Фэн Бинь    | Метание диска  |            |            |           |       |
| Ван Чжэн    | Метание молота |            |            |           |       |
| Чжао Цзе    | Метание молота |            |            |           |       |

## Настольный теннис
Китай завоевал право выставить мужскую и женскую команду, а также автоматически по два игрока в мужском и женском индивидуальных турнирах по итогам Чемпионата Азии 2023 года в Пхёнчхане, Корея.
| Спортсмен                       | Дисциплина      | Предварит.         | 1 Раунд            | 2 Раунд            | 3 Раунд            | 1/8                | Четвертьфиналы     | Полуфиналы         | Финал / За 3 место | Финал / За 3 место |
| Спортсмен                       | Дисциплина      | Соперник Результат | Соперник Результат | Соперник Результат | Соперник Результат | Соперник Результат | Соперник Результат | Соперник Результат | Соперник Результат | Место              |
| ------------------------------- | --------------- | ------------------ | ------------------ | ------------------ | ------------------ | ------------------ | ------------------ | ------------------ | ------------------ | ------------------ |
| Ван Чуцинь                      | Мужчины личное  |                    |                    |                    |                    |                    |                    |                    |                    |                    |
| Фань Чжэньдун                   | Мужчины личное  |                    |                    |                    |                    |                    |                    |                    |                    |                    |
| Ван Чуцинь Фань Чжэньдун Ма Лун | Мужчины команды | —                  | —                  | —                  | —                  |                    |                    |                    |                    |                    |
| Сунь Инша                       | Женщины личное  |                    |                    |                    |                    |                    |                    |                    |                    |                    |
| Чэнь Мэн                        | Женщины личное  |                    |                    |                    |                    |                    |                    |                    |                    |                    |
| Сунь Инша Чэнь Мэн Ван Маньюй   | Женщины команды | —                  | —                  | —                  | —                  |                    |                    |                    |                    |                    |

## Парусный спорт
Китай завоевал право выставить по одной лодке (яхте) в нижеследующих классах судов по результатам Чемпионата мира по парусному спорту 2023 года в Гааге, Нидерланды, Азиатских игр 2022 года в Нинбо, Китай и Азиатской регаты 2023 года в Чонбури, Таиланд.
Гонки с выбыванием
| Спортсмен | Дисциплина           | Гонка | Гонка | Гонка | Гонка | Гонка | Гонка | Гонка | Гонка | Гонка | Гонка | Гонка | Гонка | Гонка | Гонка | Гонка | Гонка | Гонка | Гонка | Гонка | Гонка | Гонка | Гонка | Гонка | Гонка | Гонка | Место |
| Спортсмен | Дисциплина           | 1     | 2     | 3     | 4     | 5     | 6     | 7     | 8     | 9     | 10    | 11    | 12    | 1/4   | ПФ1   | ПФ2   | ПФ3   | ПФ4   | ПФ5   | ПФ6   | Ф1    | Ф2    | Ф3    | Ф4    | Ф5    | Ф6    | Место |
| --------- | -------------------- | ----- | ----- | ----- | ----- | ----- | ----- | ----- | ----- | ----- | ----- | ----- | ----- | ----- | ----- | ----- | ----- | ----- | ----- | ----- | ----- | ----- | ----- | ----- | ----- | ----- | ----- |
|           | Мужчины IQFoil       |       |       |       |       |       |       |       |       |       | —     | —     | —     |       |       |       |       |       |       |       |       |       |       |       |       |       |       |
|           | Мужчины Формула Кайт |       |       |       |       |       |       |       |       |       |       |       |       | —     |       |       |       |       |       |       |       |       |       |       |       |       |       |
|           | Женщины IQFoil       |       |       |       |       |       |       |       |       |       | —     | —     | —     |       |       |       |       |       |       |       |       |       |       |       |       |       |       |
|           | Женщины Формула Кайт |       |       |       |       |       |       |       |       |       |       |       |       | —     |       |       |       |       |       |       |       |       |       |       |       |       |       |

Медальные гонки
| Спортсмен | Дисциплина      | Гонка | Гонка | Гонка | Гонка | Гонка | Гонка | Гонка | Гонка | Гонка | Гонка | Гонка | Гонка | Гонка | Гонка | Гонка | Гонка | Баллы | Место |
| Спортсмен | Дисциплина      | 1     | 2     | 3     | 4     | 5     | 6     | 7     | 8     | 9     | 10    | 11    | 12    | 13    | 14    | 15    | M*    | Баллы | Место |
| --------- | --------------- | ----- | ----- | ----- | ----- | ----- | ----- | ----- | ----- | ----- | ----- | ----- | ----- | ----- | ----- | ----- | ----- | ----- | ----- |
|           | Мужчины 49-й    |       |       |       |       |       |       |       |       |       |       |       |       |       |       |       |       |       |       |
|           | Женщины ILCA 6  |       |       |       |       |       |       |       |       |       |       | —     | —     | —     | —     | —     |       |       |       |
|           | Женщины 49-й FX |       |       |       |       |       |       |       |       |       |       |       |       |       |       |       |       |       |       |
|           | Микст 470       |       |       |       |       |       |       |       |       |       |       |       | —     | —     | —     | —     |       |       |       |
|           | Микст Накра 17  |       |       |       |       |       |       |       |       |       |       |       |       |       |       |       |       |       |       |

M = Медальная гонка; EL = Выбыл – не участвовал в медальной гонке

## Плавание
Китайские пловцы выполнили требования для участия в нижеследующих дисциплинах плавательного турнира Олимпиады (максимум два пловца, выполнивших Олимпийский квалификационный норматив (OST) или, возможно, Олимпийский рассматриваемый норматив (OCT)). 
Мужчины
| Спортсмен     | Дисциплина                | Заплывы | Заплывы | Полуфиналы | Полуфиналы | Финал | Финал |
| Спортсмен     | Дисциплина                | Время   | Место   | Время      | Место      | Время | Место |
| ------------- | ------------------------- | ------- | ------- | ---------- | ---------- | ----- | ----- |
| Пань Чжаньлэ  | 50 м вольный стиль        |         |         |            |            |       |       |
| Пань Чжаньлэ  | 100 м вольный стиль       |         |         |            |            |       |       |
| Хаоюй Ван     | 100 м вольный стиль       |         |         |            |            |       |       |
| Пань Чжаньлэ  | 200 м вольный стиль       |         |         |            |            |       |       |
| Цзи Синьцзе   | 200 м вольный стиль       |         |         |            |            |       |       |
| Пань Чжаньлэ  | 400 м вольный стиль       |         |         | —          | —          |       |       |
| Чжан Чжаньшо  | 400 м вольный стиль       |         |         | —          | —          |       |       |
| Чжан Чжаньшо  | 800 м вольный стиль       |         |         | —          | —          |       |       |
| Фэй Ливэй     | 800 м вольный стиль       |         |         | —          | —          |       |       |
| Фэй Ливэй     | 1500 м вольный стиль      |         |         | —          | —          |       |       |
| Сюй Цзяюй     | 100 м на спине            |         |         |            |            |       |       |
| Сюй Цзяюй     | 200 м на спине            |         |         |            |            |       |       |
| Цинь Хайян    | 100 м брасс               |         |         |            |            |       |       |
| Сунь Цзяцзюнь | 100 м брасс               |         |         |            |            |       |       |
| Цинь Хайян    | 200 м брасс               |         |         |            |            |       |       |
| Дун Чжихао    | 200 м брасс               |         |         |            |            |       |       |
| Ван Чанхао    | 100 м баттерфляй          |         |         |            |            |       |       |
| Сунь Цзяцзюнь | 100 м баттерфляй          |         |         |            |            |       |       |
| Ню Гуаншэн    | 200 м баттерфляй          |         |         |            |            |       |       |
| Ван Шунь      | 200 м комплекс            |         |         |            |            |       |       |
|               | 200 м комплекс            |         |         |            |            |       |       |
| Чжан Чжаньшо  | 400 м комплекс            |         |         | —          | —          |       |       |
|               | 4 × 100 м вольный стиль   |         |         | —          | —          |       |       |
|               | 4 × 200 м вольный стиль   |         |         | —          | —          |       |       |
|               | 4 × 100 м комбинированная |         |         | —          | —          |       |       |

Женщины
| Спортсмен     | Дисциплина                | Заплывы | Заплывы | Полуфиналы | Полуфиналы | Финал | Финал |
| Спортсмен     | Дисциплина                | Время   | Место   | Время      | Место      | Время | Место |
| ------------- | ------------------------- | ------- | ------- | ---------- | ---------- | ----- | ----- |
| У Цинфэн      | 50 м вольный стиль        |         |         |            |            |       |       |
| Чжан Юйфэй    | 50 м вольный стиль        |         |         |            |            |       |       |
| Ян Цзюньсюань | 100 м вольный стиль       |         |         |            |            |       |       |
| У Цинфэн      | 100 м вольный стиль       |         |         |            |            |       |       |
| Ян Цзюньсюань | 200 м вольный стиль       |         |         |            |            |       |       |
| Ли Бинцзе     | 200 м вольный стиль       |         |         |            |            |       |       |
| Ли Бинцзе     | 400 м вольный стиль       |         |         | —          | —          |       |       |
| Лю Ясинь      | 400 м вольный стиль       |         |         | —          | —          |       |       |
| Ли Бинцзе     | 800 м вольный стиль       |         |         | —          | —          |       |       |
| Ли Бинцзе     | 1500 м вольный стиль      |         |         | —          | —          |       |       |
| Гао Вэйчжун   | 1500 м вольный стиль      |         |         | —          | —          |       |       |
| Вань Лэтянь   | 100 м на спине            |         |         |            |            |       |       |
| Ван Сюээр     | 100 м на спине            |         |         |            |            |       |       |
| Пен Сюйвэй    | 200 м на спине            |         |         |            |            |       |       |
| Лю Ясинь      | 200 м на спине            |         |         |            |            |       |       |
| Тан Цяньтин   | 100 м брасс               |         |         |            |            |       |       |
| Ян Чан        | 100 м брасс               |         |         |            |            |       |       |
| Е Шивэнь      | 200 м брасс               |         |         |            |            |       |       |
| Чжан Юйфэй    | 100 м баттерфляй          |         |         |            |            |       |       |
| Юй Итин       | 100 м баттерфляй          |         |         |            |            |       |       |
| Чжан Юйфэй    | 200 м баттерфляй          |         |         |            |            |       |       |
| Чэнь Луин     | 200 м баттерфляй          |         |         |            |            |       |       |
| Юй Итин       | 200 м комплекс            |         |         |            |            |       |       |
|               | 200 м комплекс            |         |         |            |            |       |       |
|               | 400 м комплекс            |         |         | —          | —          |       |       |
|               | 4 × 100 м вольный стиль   |         |         | —          | —          |       |       |
|               | 4 × 200 м вольный стиль   |         |         | —          | —          |       |       |
|               | 4 × 100 м комбинированная |         |         | —          | —          |       |       |
| Синь Синь     | 10 км открытая вода       | —       | —       | —          | —          |       |       |

Микст
| Спортсмен | Дисциплина                | Заплывы | Заплывы | Финал | Финал |
| Спортсмен | Дисциплина                | Время   | Место   | Время | Место |
| --------- | ------------------------- | ------- | ------- | ----- | ----- |
|           | 4 × 100 м комбинированная |         |         |       |       |

## Прыжки в воду
Китай завоевал максимальное количество квот в олимпийский турнир по прыжкам в воду на Чемпионате мира по водным видам спорта 2023 года в Фукуоке, Япония.
| Спортсмен | Дисциплина                             | Квалификация | Квалификация | Полуфинал | Полуфинал | Финал | Финал |
| Спортсмен | Дисциплина                             | Баллы        | Место        | Баллы     | Место     | Баллы | Место |
| --------- | -------------------------------------- | ------------ | ------------ | --------- | --------- | ----- | ----- |
|           | Мужчины 3-метровый трамплин            |              |              |           |           |       |       |
|           |                                        |              |              |           |           |       |       |
|           | Мужчины 10-метровая вышка              |              |              |           |           |       |       |
|           |                                        |              |              |           |           |       |       |
|           | Женщины 3-метровый трамплин            |              |              |           |           |       |       |
|           |                                        |              |              |           |           |       |       |
|           | Женщины 10-метровая вышка              |              |              |           |           |       |       |
|           |                                        |              |              |           |           |       |       |
|           | Мужчины 3-метровый трамплин синхронные | —            | —            | —         | —         |       |       |
|           | Мужчины 10-метровая вышка синхронные   | —            | —            | —         | —         |       |       |
|           | Женщины 3-метровый трамплин синхронные | —            | —            | —         | —         |       |       |
|           | Женщины 10-метровая вышка синхронные   | —            | —            | —         | —         |       |       |

## Прыжки на батуте
Китай завоевал по одному квотному месту в соревнования мужчин и женщин, заняв места в первой восьмерке на Чемпионате мира по прыжкам на батуте в Бирмингеме, Великобритания. Еще по одному месту в мужские и женские соревнования китайские спортсмены завоевали по результатам Серии этапов Кубка мира 2023-2024 годов.
| Спортсмен | Дисциплина | Квалификация | Квалификация | Финал | Финал |
| Спортсмен | Дисциплина | Баллы        | Место        | Баллы | Место |
| --------- | ---------- | ------------ | ------------ | ----- | ----- |
|           | Мужчины    |              |              |       |       |
|           |            |              |              |       |       |
|           | Женщины    |              |              |       |       |
|           |            |              |              |       |       |

## Сёрфинг
Китай завоевал одно место в женские соревнования сёрферов на Всемирных играх по сёрфингу 2024 года в Аребуко, Пуэрто-Рико.
| Спортсмен | Категория | 1 раунд | 1 раунд | 2 раунд | 2 раунд | 3 раунд            | Четвертьфинал      | Полуфинал          | Финал / За 3 место | Финал / За 3 место |
| Спортсмен | Категория | Счёт    | Место   | Счёт    | Место   | Соперник Результат | Соперник Результат | Соперник Результат | Соперник Результат | Место              |
| --------- | --------- | ------- | ------- | ------- | ------- | ------------------ | ------------------ | ------------------ | ------------------ | ------------------ |
| Ян Сыци   | Женщины   |         |         |         |         |                    |                    |                    |                    |                    |

## Синхронное плавание
Китай завоевал право выставить дуэт и команду в соревнованиях по синхронному плаванию на Азиатских играх 2022 года в Ханчжоу, Китай.
| Спортсмен | Дисциплина | Техническая программа | Техническая программа | Произвольная программа (квалификация) | Произвольная программа (квалификация) | Произвольная программа (квалификация) | Произвольная программа (финал) | Произвольная программа (финал)     | Произвольная программа (финал) |
| Спортсмен | Дисциплина | Баллы                 | Место                 | Баллы                                 | Всего (техническая и произвольная)    | Место                                 | Баллы                          | Всего (техническая и произвольная) | Место                          |
| --------- | ---------- | --------------------- | --------------------- | ------------------------------------- | ------------------------------------- | ------------------------------------- | ------------------------------ | ---------------------------------- | ------------------------------ |
|           | Дуэты      |                       |                       |                                       |                                       |                                       |                                |                                    |                                |
|           | Команды    |                       |                       | —                                     | —                                     | —                                     |                                |                                    |                                |

## Современное пятиборье
Китайские пятиборцы завоевали по одной квоте на участие в мужском и женском олимпийском турнире на Азиатских играх 2022 года в Ханчжоу, Китай.
| Спортсмен  | Дисциплина     | Фехтование (шпага до 1 укола) | Фехтование (шпага до 1 укола) | Фехтование (шпага до 1 укола) | Фехтование (шпага до 1 укола) | Плавание (200 м вольный стиль) | Плавание (200 м вольный стиль) | Плавание (200 м вольный стиль) | Конный спорт (конкур) | Конный спорт (конкур) | Конный спорт (конкур) | Комбинация: стрельба и бег (10 м пистолет)/(3200 м) | Комбинация: стрельба и бег (10 м пистолет)/(3200 м) | Комбинация: стрельба и бег (10 м пистолет)/(3200 м) | Сумма | Место |
| Спортсмен  | Дисциплина     | ОР                            | БР                            | Место                         | Баллы                         | Время                          | Место                          | Баллы                          | Штраф                 | Место                 | Баллы                 | Время                                               | Место                                               | Баллы                                               | Сумма | Место |
| ---------- | -------------- | ----------------------------- | ----------------------------- | ----------------------------- | ----------------------------- | ------------------------------ | ------------------------------ | ------------------------------ | --------------------- | --------------------- | --------------------- | --------------------------------------------------- | --------------------------------------------------- | --------------------------------------------------- | ----- | ----- |
| Ли Шухуань | Мужской турнир |                               |                               |                               |                               |                                |                                |                                |                       |                       |                       |                                                     |                                                     |                                                     |       |       |
| Чжан Минюй | Женский турнир |                               |                               |                               |                               |                                |                                |                                |                       |                       |                       |                                                     |                                                     |                                                     |       |       |

## Спортивное скалолазание
Китай завоевал одно место в лазании на скорость у мужчин по итогам Чемпионата мира в Берне, Швейцария. По одному месту в комбинации боулдеринга и лазании на трудность, а также в лазании на скорость у женщин Китай получил по результатам Азиатской квалификации 2023 года.
Комбинация боулдеринга и лазания на трудность
| Спортсмен  | Категория | Квалификация | Квалификация | Квалификация | Квалификация | Квалификация | Квалификация | Квалификация | Финал      | Финал      | Финал     | Финал     | Финал     | Финал | Финал |
| Спортсмен  | Категория | Боулдеринг   | Боулдеринг   | Трудность    | Трудность    | Трудность    | Всего        | Место        | Боулдеринг | Боулдеринг | Трудность | Трудность | Трудность | Всего | Место |
| Спортсмен  | Категория | Результат    | Место        | Зацеп        | Время        | Место        | Всего        | Место        | Результат  | Место      | Зацеп     | Время     | Место     | Всего | Место |
| ---------- | --------- | ------------ | ------------ | ------------ | ------------ | ------------ | ------------ | ------------ | ---------- | ---------- | --------- | --------- | --------- | ----- | ----- |
| Чжан Юэтун | Женщины   |              |              |              |              |              |              |              |            |            |           |           |           |       |       |

Лазание на скорость
| Спортсмен    | Категория | Квалификация | Квалификация | 1/8 финала     | Четвертьфиналы | Полуфиналы     | Финал / За 3 место | Финал / За 3 место |
| Спортсмен    | Категория | Время        | Место        | Соперник Время | Соперник Время | Соперник Время | Соперник Время     | Место              |
| ------------ | --------- | ------------ | ------------ | -------------- | -------------- | -------------- | ------------------ | ------------------ |
| Лун Цзиньбао | Мужчины   |              |              |                |                |                |                    |                    |
| Дэн Лицзюань | Женщины   |              |              |                |                |                |                    |                    |

## Стрельба
Китай завоевал двадцать два из двадцати четырех возможных мест в различных дисциплинах олимпийского турнира стрелков через различные этапы отбора, включая Чемпионаты мира по стрельбе 2022 и 2023 годоы, чемпионаты Азии 2023 и 2024 годов. 
Мужчины
| Спортсмен   | Дисциплина                            | Квалификация | Квалификация | Полуфинал | Полуфинал | Финал | Финал |
| Спортсмен   | Дисциплина                            | Баллы        | Место        | Баллы     | Место     | Баллы | Место |
| ----------- | ------------------------------------- | ------------ | ------------ | --------- | --------- | ----- | ----- |
| Лю Юйкунь   | Винтовка из трёх положений, 50 метров |              |              |           |           |       |       |
| Ду Линьшу   | Винтовка из трёх положений, 50 метров |              |              |           |           |       |       |
| Шен Лихао   | Пневматическая винтовка, 10 метров    |              |              |           |           |       |       |
| Ду Линьшу   | Пневматическая винтовка, 10 метров    |              |              |           |           |       |       |
| Се Юй       | Пневматический пистолет, 10 м         |              |              |           |           |       |       |
| Чжан Бовэнь | Пневматический пистолет, 10 м         |              |              |           |           |       |       |
| Ван Синьцзе | Скорострельный пистолет, 25 метров    |              |              |           |           |       |       |
| Ли Юэхун    | Скорострельный пистолет, 25 метров    |              |              |           |           |       |       |
| Ци Ин       | Трап                                  |              |              |           |           |       |       |
| Го Юйхао    | Трап                                  |              |              |           |           |       |       |

Женщины
| Спортсмен     | Дисциплина                            | Квалификация | Квалификация | Полуфинал | Полуфинал | Финал | Финал |
| Спортсмен     | Дисциплина                            | Баллы        | Место        | Баллы     | Место     | Баллы | Место |
| ------------- | ------------------------------------- | ------------ | ------------ | --------- | --------- | ----- | ----- |
| Хань Цзяюй    | Винтовка из трёх положений, 50 метров |              |              |           |           |       |       |
| Чжан Цюнюэ    | Винтовка из трёх положений, 50 метров |              |              |           |           |       |       |
| Хань Цзяюй    | Пневматическая винтовка, 10 метров    |              |              |           |           |       |       |
| Хуан Юйтин    | Пневматическая винтовка, 10 метров    |              |              |           |           |       |       |
| Ли Сюэ        | Пневматический пистолет, 10 м         |              |              |           |           |       |       |
| Цзян Раньсинь | Пневматический пистолет, 10 м         |              |              |           |           |       |       |
| Чжао Нань     | Пистолет, 25 метров                   |              |              |           |           |       |       |
| Лян Сяоя      | Пистолет, 25 метров                   |              |              |           |           |       |       |
| У Цуйцуй      | Трап                                  |              |              |           |           |       |       |
| Чжан Синьцю   | Трап                                  |              |              |           |           |       |       |
| Вэй Мэн       | Скит                                  |              |              |           |           |       |       |
| Гао Цзиньмэй  | Скит                                  |              |              |           |           |       |       |

Микст
| Спортсмен | Дисциплина                         | Квалификация | Квалификация | Полуфинал | Полуфинал | Финал | Финал |
| Спортсмен | Дисциплина                         | Баллы        | Место        | Баллы     | Место     | Баллы | Место |
| --------- | ---------------------------------- | ------------ | ------------ | --------- | --------- | ----- | ----- |
|           | Пневматическая винтовка, 10 метров |              |              |           |           |       |       |
|           | Пневматический пистолет, 10 метров |              |              |           |           |       |       |
|           | Скит                               |              |              |           |           |       |       |

## Стрельба из лука
Китай получил по одному месту в мужском и женском личных олимпийских турнирах лучников по результатам Азиатских игр 2022 года в Ханчжоу, Китай, и автоматически право участия в миксте.
| Спортсмен | Дисциплина                        | Предварительный раунд | Предварительный раунд | 1/64          | 1/32          | 1/16          | Четвертьфиналы | Полуфиналы    | Финал / За 3 место | Финал / За 3 место |
| Спортсмен | Дисциплина                        | Результат             | Посев                 | Соперник Счет | Соперник Счет | Соперник Счет | Соперник Счет  | Соперник Счет | Соперник Счет      | Место              |
| --------- | --------------------------------- | --------------------- | --------------------- | ------------- | ------------- | ------------- | -------------- | ------------- | ------------------ | ------------------ |
|           | Мужчины индивидуальное первенство |                       |                       | 0             |               |               |                |               |                    |                    |
|           | Женщины индивидуальное первенство |                       |                       | 0             |               |               |                |               |                    |                    |
|           | Микст команды                     |                       |                       | —             | —             | 0             |                |               |                    |                    |

## Теннис
Китай завоевал по одному месту в мужской и женский одиночный турниры теннисистов на Азиатских играх 2022 года в Ханчжоу, Китай
| Спортсмен     | Дисциплина        | 1/32 финала   | 1/16 финала   | 1/8 финала    | Четвертьфиналы | Полуфиналы    | Финал / За 3 место | Финал / За 3 место |
| Спортсмен     | Дисциплина        | Соперник Счёт | Соперник Счёт | Соперник Счёт | Соперник Счёт  | Соперник Счёт | Соперник Счёт      | Место              |
| ------------- | ----------------- | ------------- | ------------- | ------------- | -------------- | ------------- | ------------------ | ------------------ |
| Чжан Чжичжэнь | Мужчины одиночный |               |               |               |                |               |                    |                    |
| Чжэн Циньвэнь | Женщины одиночный |               |               |               |                |               |                    |                    |

## Триатлон
Китай получил одно место в женских соревнованиях по индивидуальному олимпийскому рейтингу World Triathlon.
Личное
| Спортсмен | Категория | Время             | Время     | Время             | Время     | Время       | Время | Место |
| Спортсмен | Категория | Плавание (1,5 км) | Переход 1 | Велосипед (40 км) | Переход 2 | Бег (10 км) | Всего | Место |
| --------- | --------- | ----------------- | --------- | ----------------- | --------- | ----------- | ----- | ----- |
|           | Женщины   |                   |           |                   |           |             |       |       |

## Тхэквондо
Китай завоевал одно место в мужском и четыре места в женском турнирах в соответствии с рейтингом WT и результатами Финала Серии чемпионов Большого шлема WT. Еще одно место в мужском турнире Китай получил по результатам Азиатского квалификационного турнира 2024 года в Тайане, Китай.
| Спортсмен   | Дисциплина          | Квалификация       | 1/8 финала         | Четвертьфиналы     | Полуфиналы         | Утеш. поединки     | Финал/За 3 место   | Финал/За 3 место |
| Спортсмен   | Дисциплина          | Соперник Результат | Соперник Результат | Соперник Результат | Соперник Результат | Соперник Результат | Соперник Результат | Место            |
| ----------- | ------------------- | ------------------ | ------------------ | ------------------ | ------------------ | ------------------ | ------------------ | ---------------- |
| Лян Юйшуай  | Мужчины до 68 кг    |                    |                    |                    |                    |                    |                    |                  |
| Сун Чжаосян | Мужчины свыше 80 кг |                    |                    |                    |                    |                    |                    |                  |
| Го Цин      | Женщины до 49 кг    |                    |                    |                    |                    |                    |                    |                  |
| Ло Цзунши   | Женщины до 57 кг    |                    |                    |                    |                    |                    |                    |                  |
| Чжан Мэни   | Женщины до 67 кг    |                    |                    |                    |                    |                    |                    |                  |
| Сяо Шунань  | Женщины свыше 67 кг |                    |                    |                    |                    |                    |                    |                  |

## Тяжёлая атлетика
Китай получил максимально возможное количество мест – по три в мужских и женских соревнованиях – в соответствии с олимпийским рейтингом IWF.
| Спортсмен   | Категория           | Рывок     | Рывок | Толчок    | Толчок | Всего | Место |
| Спортсмен   | Категория           | Результат | Место | Результат | Место  | Всего | Место |
| ----------- | ------------------- | --------- | ----- | --------- | ------ | ----- | ----- |
| Ли Фабинь   | Мужчины до 61 кг    |           |       |           |        |       |       |
| Ши Чжиюн    | Мужчины до 73 кг    |           |       |           |        |       |       |
| Лю Хуаньхуа | Мужчины до 102 кг   |           |       |           |        |       |       |
| Хоу Чжихуэй | Женщины до 49 кг    |           |       |           |        |       |       |
| Ло Шифан    | Женщины до 59 кг    |           |       |           |        |       |       |
| Ли Вэньвэнь | Женщины свыше 81 кг |           |       |           |        |       |       |

## Фехтование
Китай получил по рейтингу FEI право выставить команду и трех участников в мужской и женской рапире, а также в женской шпаге. Кроме того, по рейтингу FEI Китай получил по одному индивидуальному месту в мужской шпаге и женской сабле. Еще одно индивидуальное место в женской сабле Китай завоевал на Зональном турнире Азии и Океании 2024 года в Дубае, ОАЭ.
| Спортсмен    | Дисциплина             | Раунд 64      | Раунд 32      | Раунд 16      | Четвертьфинал | Полуфинал     | Финал / За 3 место | Финал / За 3 место |
| Спортсмен    | Дисциплина             | Соперник Счет | Соперник Счет | Соперник Счет | Соперник Счет | Соперник Счет | Соперник Счет      | Место              |
| ------------ | ---------------------- | ------------- | ------------- | ------------- | ------------- | ------------- | ------------------ | ------------------ |
| Ван Цзыцзе   | Мужчины шпага          |               |               |               |               |               |                    |                    |
|              | Мужчины рапира         |               |               |               |               |               |                    |                    |
|              |                        |               |               |               |               |               |                    |                    |
|              |                        |               |               |               |               |               |                    |                    |
|              | Мужчины рапира команды | —             | —             |               |               |               |                    |                    |
| Шэнь Чэньпэн | Мужчины сабля          |               |               |               |               |               |                    |                    |
|              | Женщины шпага          |               |               |               |               |               |                    |                    |
|              |                        |               |               |               |               |               |                    |                    |
|              |                        |               |               |               |               |               |                    |                    |
|              | Женщины шпага команды  | —             | —             |               |               |               |                    |                    |
|              | Женщины рапира         |               |               |               |               |               |                    |                    |
|              |                        |               |               |               |               |               |                    |                    |
|              |                        |               |               |               |               |               |                    |                    |
|              | Женщины рапира команды | —             | —             |               |               |               |                    |                    |
| Ян Хэнюй     | Женщины сабля          |               |               |               |               |               |                    |                    |

## Хоккей на траве
Женская сборная Китая по хоккею на траве завоевала право участвовать в олимпийском турнире, выиграв Азиатские игры 2022 года в Ханчжоу, Китай.
| Команда | Соревнование   | Групповая стадия | Групповая стадия | Групповая стадия | Групповая стадия | Групповая стадия | Групповая стадия | Четвертьфиналы | Полуфиналы    | Финал / За 3 место | Финал / За 3 место |
| Команда | Соревнование   | Соперник Счёт    | Соперник Счёт    | Соперник Счёт    | Соперник Счёт    | Соперник Счёт    | Место            | Соперник Счёт  | Соперник Счёт | Соперник Счёт      | Место              |
| ------- | -------------- | ---------------- | ---------------- | ---------------- | ---------------- | ---------------- | ---------------- | -------------- | ------------- | ------------------ | ------------------ |
| Китай   | Женский турнир | Бельгия          | Япония           | Нидерланды       | Германия         | Франция          |                  |                |               |                    |                    |

### Женский турнир
Состав команды
- Команда из 16 игроков